# Juan Verdugo
Juan Verdugo Pérez (Córdoba, España, 22 de mayo de 1949) fue un futbolista español. Se desempeñaba en posición de defensa.

## Selección nacional
Fue internacional con la Selección de fútbol de España en una ocasión el 29 de marzo de 1978 contra Noruega, partido celebrado en Gijón que finalizó 3-0 para el combinado español.

## Clubes
| Club              | País   | Temporada   |
| ----------------- | ------ | ----------- |
| Séneca CF         | España |             |
| Atlético Cordobés | España | 1966 - 1967 |
| Córdoba CF        | España | 1967 - 1971 |
| Real Madrid       | España | 1971 - 1975 |
| RCD Espanyol      | España | 1975 - 1983 |

## Palmarés

### Campeonatos nacionales
| Título                          | Club        | País   | Año        |
| ------------------------------- | ----------- | ------ | ---------- |
| Primera División de España      | Real Madrid | España | 1972, 1975 |
| Copa del Generalísimo de fútbol | Real Madrid | España | 1974, 1975 |